# Palau Longo
El Palau Longo és un palau històric de Venècia situat al barri de Cannaregio.
El palau, construït en estil arquitectònic gòtic, està situat a la Fondamenta della Misericordia, davant de l'antic convent dels Servi, i presenta elements del segle XV. La planta principal es caracteritza per una finestra trifora i quatre finestres monófores.
Va ser Nicolò Longo qui va voler erigir aquest palau. A finals del segle XVIII, a causa de dificultats financeres per part de la família, el palau va passar dels Longo a la família Lippomano i més tard a la rica família Vendramin. L'any 2007 va ser reformat pels actuals propietaris privats.
La similitud d'alguns detalls es pot trobar en altres palaus de Venècia com el Palau de la Caotorta.